# 시스템 정보 (윈도우)
시스템 정보(msinfo32.exe)는 운영 체제, 하드웨어 및 소프트웨어와 관련된 진단 및 문제 해결 정보를 표시하는 마이크로소프트 윈도우에 포함된 시스템 프로파일러이다. 윈도우 NT 4.0부터 윈도우에 번들로 제공되었다.
전체 시스템, 하드웨어 리소스(메모리, I/O 등 포함), 물리적 하드웨어 구성 요소(CD-ROM, 사운드, 네트워크 등) 및 윈도우 환경(드라이버, 환경 변수, 서비스 등)에 대한 기술 정보를 수집한다. 이 정보는 일반 텍스트 형식이나 문제 진단에 사용할 수 있는 .nfo 확장자를 가진 파일로 내보낼 수 있다. 또한 시스템 정보를 사용하여 동일한 네트워크에 있는 원격 컴퓨터에 대한 기술 정보를 수집할 수 있다.

## 같이 보기
- Systeminfo
- MSConfig